# Oscar Schuster
Christian Friedrich Oscar Schuster (Markneukirchen, 1º ottobre 1863 – Astrakhan, 30 giugno 1917) è stato un alpinista, medico e scrittore tedesco, è stato uno dei pionieri nello sviluppo dell'area alpinistica della Svizzera tedesca e realizzò importanti prime ascensioni e prime discese nelle Alpi e nel Caucaso. Oltre al progresso dell'alpinismo nella Svizzera di lingua tedesca, dove completò oltre 30 prime salite e gettò le basi essenziali per la tecnica e l'etica dell'arrampicata, fu attivo soprattutto nelle Alpi. Nel 1903 aveva scalato oltre 700 vette, comprese diverse prime salite. Inoltre ascese varie vette del Caucaso in quattro spedizioni tra il 1903 e il 1914. Durante l'ultima spedizione, a causa dello scoppio della Prima Guerra Mondiale, fu internato in Russia come “straniero nemico”, dove si ammalò gravemente e morì nel 1917.

## Biografia
Christian Friedrich Oscar Schuster nacque a Markneukirchen il 1 ottobre 1873 figlio dell'uomo d'affari Ernst Oscar Schuster e di sua moglie Christine Marie Schuster, nata Prenner. Suo padre, che proveniva da una famiglia di costruttori di strumenti a Markneukirchen, gestiva un'attività di successo di strumenti musicali a Markneukirchen. Schuster aveva una sorella maggiore, una minore e un fratello minore. 
Alcuni anni dopo la sua nascita, la famiglia si trasferì a Dresda, da dove proveniva sua madre. Schuster inizialmente ricevette lezioni da insegnanti privati prima di trasferirsi al Wettiner Gymnasium di Dresda nel 1886. Dopo due anni di insegnamento, considerato piuttosto debole fisicamente, fu trasferito al Fridericianum di Davos, una scuola superiore appositamente per ragazzi debilitati e malati di polmoni. Durante questo periodo scoprì la montagna e nel giugno 1889 compì la sua prima scalata sul Diavolezza.  
Nel 1890 Schuster tornò a Dresda, questa volta alla Kreuzschule, ma alla fine del 1891 ritornò al Fridericianum, per poi trasferirsi nuovamente alla Kreuzschule un anno dopo. Vi conseguì la maturità nella primavera del 1894. Schuster inizialmente prese in considerazione l'idea di studiare legge, ma poi si iscrisse all'Università di Jena nell'aprile 1894 per studiare medicina. Interruppe nell'ottobre dello stesso anno lo studio per completare la prima metà del suo servizio militare come volontario di un anno presso il Reggimento di artiglieria a piedi n. 12 della Royal Saxon. Si trasferì quindi alla Facoltà di Medicina dell'Università Ludwig Maximilian di Monaco per il semestre estivo a partire dall'aprile 1895 e all'Università Albert Ludwig di Friburgo per il semestre invernale successivo. Schuster rimase a Friburgo fino all'estate del 1898 e completò finalmente i suoi studi a Kiel; tra i suoi compagni di studio c'era il botanico, genetista e ricercatore sull'allevamento Erwin Baur. Completò il suo esame di stato di medicina presso l'Università Christian Albrechts il 18 marzo 1901, seguito dal dottorato il 29 giugno dello stesso anno. La sua tesi di dottorato dal titolo "Sulla tubercolosi negli artigiani, nei lavoratori occasionali e nei vagabondi" fu valutata con lode. Completò la seconda metà del servizio militare come assistente medico a Strasburgo. 
Tuttavia, Schuster non esercitò nella pratica la professione medica. La ricchezza di suo padre, morto nel 1891, gli permise di vivere come ricercatore privato, perseguendo le sue diverse inclinazioni e interessi -in particolare le spedizioni e imprese alpine, sia nella Svizzera tedesca che nelle Alpi, nel Caucaso e in altre destinazioni. Il suo luogo di residenza fu più volte a Monaco, Friburgo in Brisgovia e Dresda. 
Dal 1906 al 1908 Schuster fu iscritto come studente di filosofia all'Università Ludwig Maximilians di Monaco e frequentò lezioni di filosofia e psicologia, ma senza sostenere un esame. Nel 1911, insieme a Karl Gjellerup, fu uno dei membri fondatori di Dresda della Società Schopenhauer e Schuster pubblicò ampiamente non solo su temi alpinistici ma anche su questioni filosofiche.
Il 4 luglio 1914 Schuster insieme al suo amico Walter Fischer di Dresda e a due alpinisti svizzeri partì per un'altra spedizione nel Caucaso, dove dal 1903 aveva già compiuto diverse importanti escursioni in montagna. L'inizio della prima guerra mondiale nel Caucaso sorprese la spedizione e mentre agli alpinisti svizzeri fu permesso di partire come cittadini di un paese neutrale, egli fu arrestato a Sukhumi e internato dalla Russia. Dopo aver sofferto per qualche tempo di malaria, giunse a Orenburg, dove la malaria fu accentuata dalla tubercolosi polmonare. Alla fine del 1916, Schuster fu imprigionato in un campo di internamento ad Astrakhan, dove contrasse il tifo e infine morì a causa della malattia il 2 giugno 1917. 
Schuster donò la sua vasta biblioteca alpina alla biblioteca dell'Associazione alpina tedesca e austriaca (DuÖAV) di Monaco. La biblioteca del Club alpino, inclusa la tenuta Schuster, furono distrutte durante un bombardamento su Monaco nella notte del 3 ottobre 1943.

## Imprese alpinistiche
Schuster fece le sue prime escursioni in montagna sul Diavolezza nel luglio 1889 e il 4 agosto dello stesso anno scalò il Piz Kesch, la vetta più alta delle Alpi dell'Albula. Nel mese di settembre compì diverse spedizioni alpine in Alto Adige, tra cui sull'Ortles e sulla Königspitze. Il suo entusiasmo per l'alpinismo lo portò nell'autunno del 1889 a far parte della sezione alpina di Davos del Club alpino svizzero. 
Il suo ritorno alla Kreuzschule di Dresda nel 1890 lo portò a intraprendere le sue prime scalate sulle montagne di arenaria dell'Elba. Inizialmente concepito come una spedizione di allenamento per future imprese alpine, Schuster scoprì presto il valore dell'arrampicata solitaria, senza guide alpine, nella Svizzera tedesca. Dalle Alpi sapeva già come usare la corda in cordata e scarpette speciali con suola di canapa. Quest'ultime le usò per la prima volta nella Svizzera tedesca e lì le introdusse.

## Nella Svizzera
Non si sa esattamente quali vette salì Schuster durante i suoi primi spedizione nell'autunno del 1890. Lui stesso menzionò come destinazione solo la zona intorno allo Schweizermühle nella Bielatal. La prima scalata significativa avvenne il 13 agosto 1891 alla Schusterturm nella Bielatal, a lui poi intitolata, che salì da solo e sulla quale depositò il primo libro di vetta durante la seconda salita nel 1893. Nel 1892 e nel 1893 compì le ascese di nuove vette nella Svizzera, quasi tutte le vie scalate per la prima volta in questo periodo erano solamente sue. Non solo scalò per la prima volta diverse rocce da arrampicata nell'area di arrampicata della Svizzera e depositò i primi libri di vetta, ma ha anche sviluppato pensieri e idee essenziali sulle regole di arrampicata successivamente create da Rudolf Fehrmann, in particolare l'evitamento degli aiuti artificiali per l'arramicata. Anche la prima guida di arrampicata per la Svizzer pubblicata da Fehrmann risale ai lavori preparatori di Schuster, che pubblicò anche ampiamente i sui resoconti delle spedizione suscitando così un maggiore interesse per l'alpinismo. 
Schuster è conosciuto soprattutto nella Svizzera per lo Schusterweg sul Falkenstein, che percorse per la prima volta insieme al suo ex compagno di classe Martin Klimmer il 27 settembre 1892. Dopo la Turnerweg, già scalata nel 1864, questa fu la seconda salita al Falkenstein. È ancora oggi una delle vie ferrate più apprezzate e frequentate della Svizzera. Nel 1893 seguirono altre prime ascensioni insieme a Klimmer e altri compagni di arrampicata, come la Kleine Hunskirche sul Papststein, la parete di fuga nella zona di Schmilka e il Goldstein e il Klimmerstein sul Rauschenstein. Scalò il Talwächter insieme a Conrad e Friedrich Meurer su una via nuova e per la prima volta senza aiuti artificiali. Per la prima volta lui e altri tre alpinisti scalarono la Wartburg, una roccia nel Kleiner Zschand, che in precedenza faceva parte di un castello medievale. Nota tra gli alpinisti è anche la sua prima ascensione della Torre del Male sopra Schmilka il 27 agosto 1893, l'ultima sezione della quale Schuster descrisse come segue:
“Faccio la traversata, che è una delle cose peggiori che la Svizzera tedesca ha da offrire agli alpinisti…”
Negli anni dal 1894 al 1898 seguirono altre prime ascensioni e spedizione nella Svizzera, soprattutto in primavera e autunno, mentre l'estate era riservata alle Alpi. Tra queste ricordiamo la prima salita del Winklerturm, del Müllerstein, del Wartturm e del Kampfturm (così chiamato da Schuster perché un gallo cedrone lo attaccò come pure il suo compagno di cordata Friedrich Meurer ai piedi della parete), così come le prime salite dell'Heringstein e l'Hohen Torstein nello Schrammsteinen. 
Dal 1900 circa, Schuster fu meno attivo nell'alpinismo nella Svizzera, anche se con gli amici fece più volte scalate su singole vette. Le sue prime salite di questo periodo includono, ad esempio, il Kleine Bärenhorn nel 1903 e la parete sud del Großer Zschirnstein. 
Schuster riferì presto dei suoi spedizione e pubblicò rapporti su riviste pertinenti. Dal 1895 Schuster fu il primo autore per la Svizzera a descrivere vette e scalate in una serie di articoli sulla rivista "Über Berg und Thal" dell'Associazione alpina della Svizzera.  
Durante questo periodo completò solo raramente prime salite. Queste includevano il Sentiero Bizantino nel 1907 e il Fischerweg nel 1910, la sua ultima prima salita, entrambi sul Frienstein. Sono note complessivamente 33 prime ascensioni di Schuster dal 1891 al 1910.

## Nelle Alpi

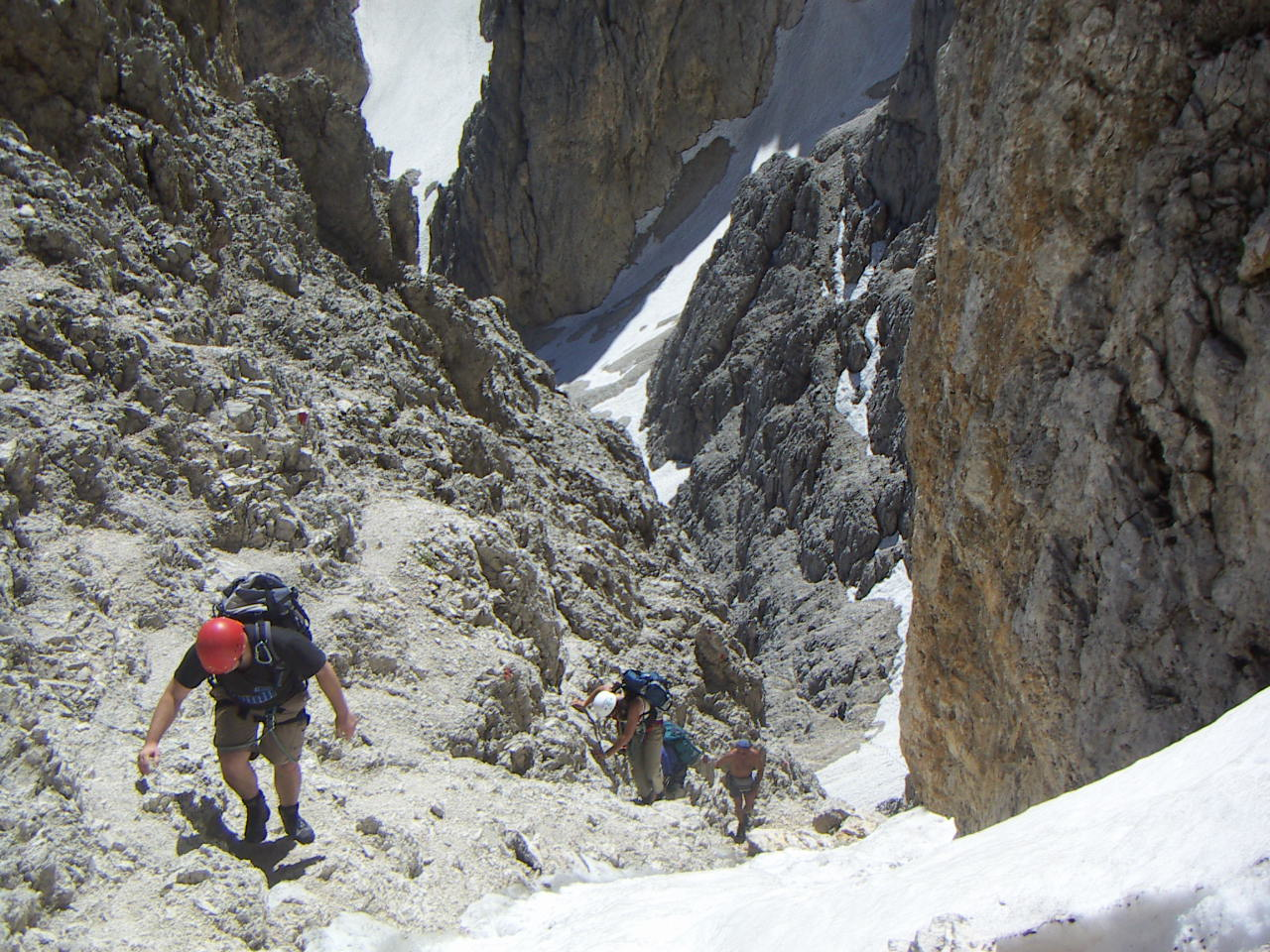
Un tratto della via ferrata Schuster

Fin dal suo primo soggiorno a Davos, Schuster scoprì le Alpi come meta delle sue imprese alpinistiche e nel 1890 era già in impegnato nel Vallese con Alexander Rzewuski, medico svizzero e presidente della sezione del CAS di Davos. Lì, l'allora sedicenne Schuster scalò il Cervino il 31 luglio e la Punta Dufour pochi giorni dopo.
Negli anni successivi compì molte nuove arrampicate senza guida. Nel 1891 divenne anche membro dell'esclusivo Österreichischer Alpenklub.
Schuster trascorse quasi tutta l'estate del 1892 viaggiando nelle Alpi, compreso a maggio sui monti del Wetterstein e nel Wilder Kaiser. Nei mesi di giugno e luglio si recò nuovamente sulle Alpi dell'Albula, prima di intraprendere in agosto diversi nuovi spedizione nelle Alpi della Zillertal e nel Gruppo del Venezia. L'anno successivo Schuster si recò per la prima volta nelle Dolomiti, dove il suo obiettivo divenne in particolare il gruppo del Sassolungo che scalò su una nuova via, un anno dopo completò le prime salite sulla Fünffingerspitze e sulla Grohmannspitze, e nel 1895 completò un altro nuovo spedizione sul Plattkofel. Nel 1896 pubblicò un ampio resoconto sul gruppo del Sassolungo sulla rivista del DuÖAV. 
Negli anni successivi Schuster completò ogni estate un vasto programma di escursioni in montagna, nonostante contemporaneamente gli impegni di studio di medicina. Le suoe spedizioni inclusero la prima salita della Schüsselkarspitze nelle montagne del Wetterstein il 6 giugno 1894 e la prima salita della cresta nord-ovest della Trettachspitze nelle Alpi dell'Allgäu il 4 giugno 1895. Nel 1896 e nel 1897 scalò varie vette della Pala nelle Dolomiti il 14 giugno 1897. Nell'agosto dello stesso anno seguì la salita del Piz Buin nel gruppo del Silvretta, anch'essa su una nuova salita da est. Dal 1901, dopo aver conseguito con successo il dottorato, Schuster effettuò nuovamente diversi spedizione delle Dolomiti nel suo elenco delle esplorazioni, stampato per gli amici nel 1903, elencò oltre 700 salite in vetta in circa 600 spedizione in montagna, di cui circa 50 prime salite e prime ascensioni.
A partire dal 1896 circa Schuster effettuò le prime escursioni alpine in inverno, sempre più con gli sci. Fu straordinaria la sua ascesa alla Cima Dufour il 23 marzo 1898, che fu la prima escursione con gli sci fino a un quattromila. Schuster lavorò come pioniere dello sci attraverso pubblicazioni e lo sviluppo di un nuovo attacco da sci. Dal 1902 partecipò più volte allo scialpinismo con Willi Rickmer Rickmers. Tra i suoi compagni si ricorda Henry Hoek e Wilhelm Paulcke. Nel 1903 scoprì e discese la pista Parsenn insieme alla guida alpina di Davos Johann Engi .

## Le spedizioni nel Caucaso
Willi Rickmer Rickmers che aveva già viaggiato più volte in Russia, organizzò nella primavera del 1903 una spedizione alpina nel Caucaso. Oltre a Oscar Schuster, tra i partecipanti c'erano Adolf Schulze, Robert Helbling, Ernst Platz, Heinrich von Ficker e sua sorella Cenzi von Ficker. Il risultato più importante della spedizione fu la prima scalata dell'Ushba South Peak, alto 4.737 m, che allora era classificata come la montagna più difficile del mondo. Schulze cadde gravemente al primo tentativo e riportò ferite alla testa e solamente con difficoltà fu riportato al campo base incolume. Nonostante la testa fasciata, riuscì a scalare la vetta insieme a Helbling, Fritz Reichert e Albert Weber in un secondo tentativo il 26 luglio 1903. Dopo questo successo i singoli membri della spedizione scalarono altre vette del Caucaso. 
Schuster viaggiò nuovamente nel Caucaso nel 1910 con i suoi amici Walter Fischer e Gustav Kuhfahl nonché con il professore di Riga Viktor von Friedrichs. Scalarono principalmente le vette inviolate nel gruppo intorno a Kazbek. Nel 1911 e nel 1912 Schuster concluse nuovamente missioni nel Caucaso: nel 1911 insieme a Walter Fischer ed Ernst Platz di nuovo nel gruppo Kazbek, nel 1912 con Walter Fischer e Hermann Renner nel Caucaso centro-orientale. Durante la sua ultima spedizione nel Caucaso, Schuster e Walter Fischer effettuarono la prima scalata del Dombai-Ulgen nel Caucaso occidentale il 27 luglio 1914, prima che lo scoppio della prima guerra mondiale ponesse fine alla loro esplorazione.

## In Norvegia e la spedizione mancata sull'Himalaya
Nell'estate del 1907, Schuster si addentrò nelle montagne della Norvegia, che in precedenza erano state poco esplorate dagli alpinisti europei. Insieme all'alpinista austriaco Norbert Hütter scalò diverse vette e pareti nelle Vesterålen e nelle Isole Lofoten.  
Anche l'Himalaya entrò nel campo degli interessi di Schuster. L'alpinista e geologo Günter Oskar Dyhrenfurth, che in seguito fu più volte attivo come capo spedizione in Himalaya e che aveva viaggiato con Schuster nella Svizzera nel 1910, pianificò la sua prima spedizione himalayana per il 1915. Era prevista la partecipazione di Oscar Schuster, ma lo scoppio della guerra rese il progetto irrealizzabile. Schuster aveva viaggiato più volte con Dyhrenfurth dal 1903, ad esempio durante le arrampicate nel Falkenberge (Sokole Góry) in Slesia ai margini dei Monti dei Giganti.

## Giornalismo
Oscar Schuster teneva regolarmente un diario e su di esso vi registrava le sue attività alpinistiche. Su questa base, dal 1892 pubblicò i primi resoconti di spedizione delle sue prime salite su riviste alpinistiche, inizialmente sulla "Österreichische Alpenzeitung (ÖAZ)". Negli anni successivi seguirono numerosi resoconti di spedizione alpini, oltre che sull'ÖAZ nella "Deutsche Alpenzeitung", nel "Giornale turistico austriaco" e in altre riviste. In totale Schuster pubblicò più di 120 articoli su temi alpini. 
Nel 1894 descrisse per la prima volta la Svizzera come un'area di allenamento adatta per le escursioni alpine nelle comunicazioni dell'Associazione alpina tedesca e austriaca. Nello stesso anno presentò per la prima volta i suoi viaggi alpini in una conferenza a Dresda presso la sezione del Club alpino locale. Descrisse la Svizzera e le escursioni di arrampicata soprattutto in diversi articoli sulla rivista "Über Berg und Thal". I rapporti includevano schizzi di arrampicata e topografici e apparivano sotto il titolo "Arrampicata su roccia nella Svizzera". Successivamente mise a disposizione di Rudolf Fehrmann schizzi e compilazioni per la prima guida di arrampicata. 
Pubblicò anche i suoi spedizione in Norvegia e nel Caucaso, iniziando con un rapporto completo sulla salita dell'Uschba nel quotidiano alpino austriaco nel 1903. Altri argomenti trattati da Schuster, che fu uno scrittore alpino estremamente versatile, furono le escursioni sugli sci e l'attrezzatura necessaria per le spedizioni. 
In qualità di studioso con una vasta gamma di interessi, Schuster si occupò anche di questioni filosofiche come giornalista, in particolare del filosofo Arthur Schopenhauer. Nel 1911 presentò un articolo nell'Archivio per la storia della filosofia edito da Ludwig Stein sul tema della teoria dell'empatia in Theodor Lipps e dell'estetica di Schopenhauer. Questo fu seguito due anni dopo da uno studio su "Le radici del pessimismo di Schopenhauer". 
Dopo la prima guerra mondiale, Waldemar Pfeilschmidt preparò i suoi resoconti inediti di spedizione nella Svizzera tratti dai suoi diari. Pubblicati dalla "Gilde vom Berge", un club di arrampicata di Dresda, apparvero come opuscoli a partire dal 1922. Un'altra raccolta dei resoconti delle spedizione di Schuster apparve nel 1926 insieme ai ricordi dei compagni in un libro commemorativo "Oskar Schuster e il suo spirito - Un bouquet di esperienze alpinistiche" pubblicato dalla sezione accademica di Dresda del DuÖAV.